# Paglierina
La paglierina è un formaggio italiano di latte vaccino.
È stato incluso tra i prodotti agroalimentari tradizionali (P.A.T.) piemontesi.

## Storia
L'origine del formaggio è certamente antica. Il nome richiama la tradizionale conservazione sul fieno o sulla paglia, i cui steli lasciavano caratteristiche striature a graticcio sulla crosta del formaggio. L'attuale nome italiano è stato coniato nel 1891 da Cesare Quaglia, proprietario di un caseificio di San Francesco al Campo.

## Diffusione
L'area di produzione comprende le province di Torino e Cuneo.

### Paglierina di Rifreddo
Particolarmente rinomate sono le paglierine prodotte a Rifreddo (CN), un comune della bassa Valle Po. Vanno preferibilmente consumate fresche.

### Paglierina di Barge
Le paglierine di produzione bargese (Barge, comune in provincia di Cuneo) sono formaggi semi stagionati a pasta molle, prodotti in origine dalle donne che le vendevano in piazza. Attualmente i pochi esempi di vere paglierine vengono prodotte insieme ai tomini freschi tipici del saluzzese dall'unico caseificio presente nella zona.

## Descrizione

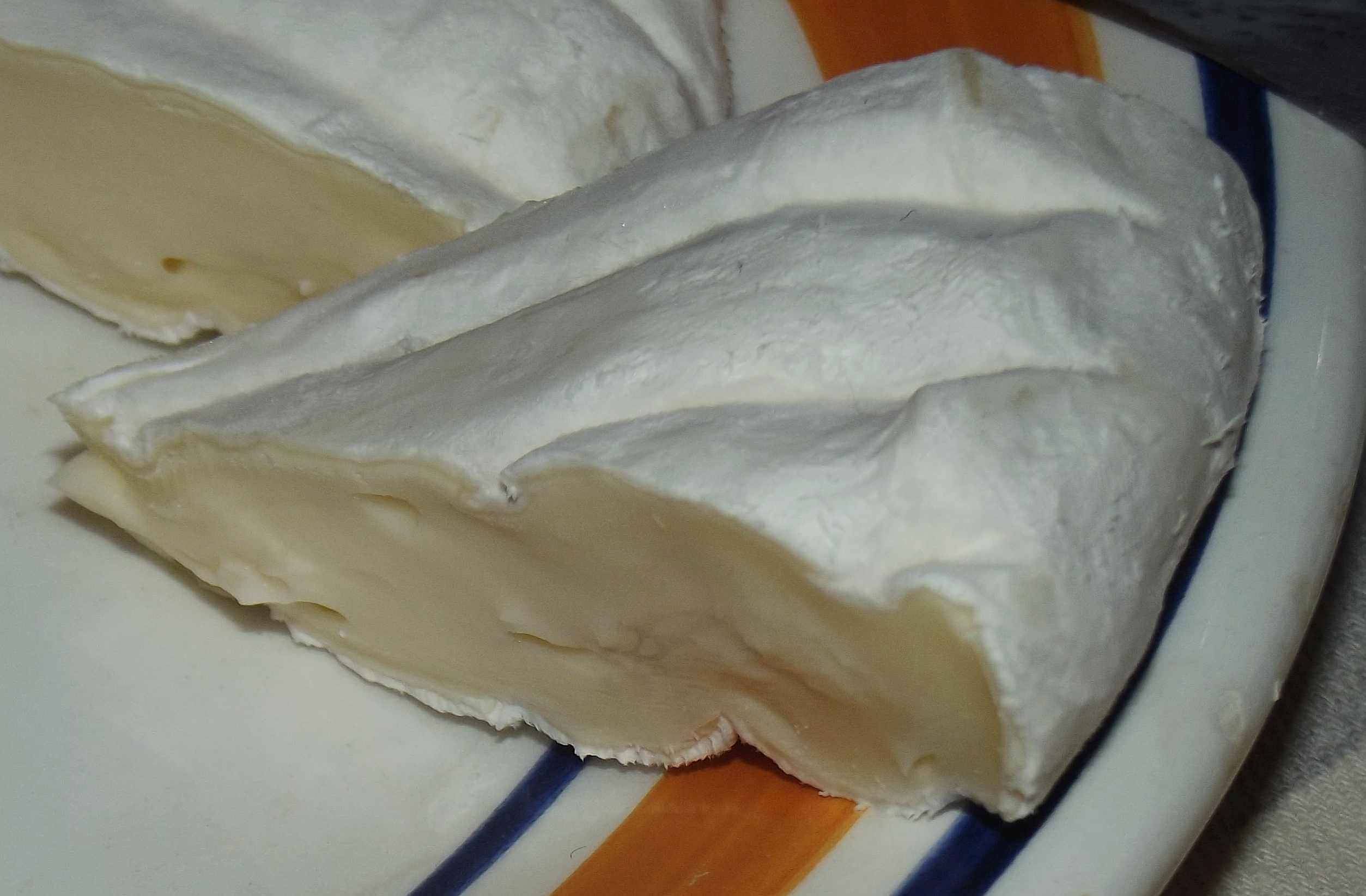
Una fetta di paglierina

Le forme di paglierine hanno forma di cilindri bassi e allargati e un peso in genere compreso tra i 200 e i 400 g.
La crosta è molto chiara per la presenza di muffe nobili (crosta fiorita) e si presenta rigata per il fatto di essere stata a riposare su apposite griglie la cui costolatura si avvicina a quella della paglia, utilizzata in passato.
La pasta è anch'essa chiara, tendente ad un colo bianco-avorio. È piuttosto morbida, quasi senza occhiatura e, con il procedere della stagionatura, tende a diventare cremosa. Il sapore è delicato e il profumo, grazie alle muffe presenti sulla crosta, può richiamare quello del sottobosco.

## Produzione

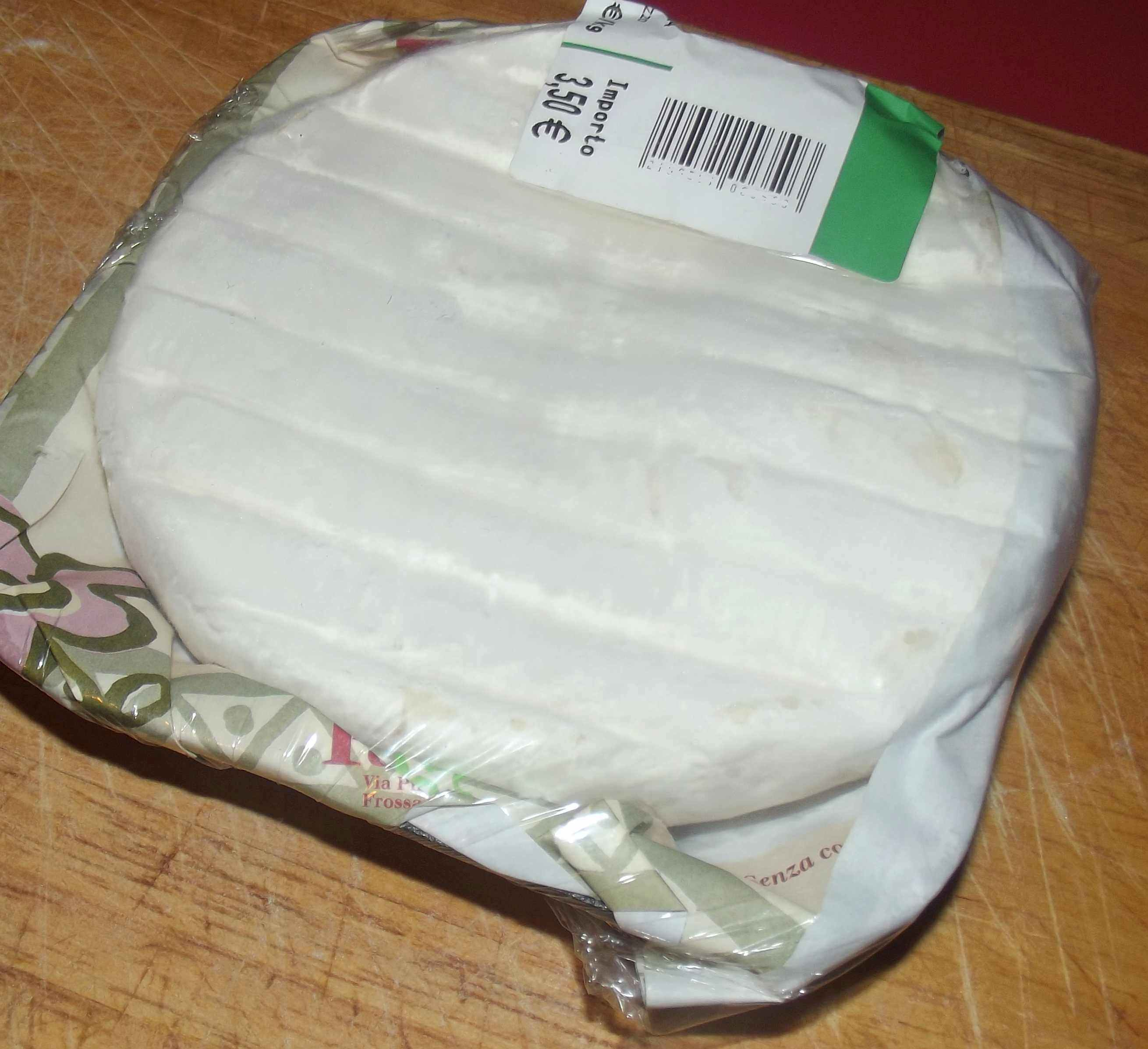
Una paglierina confezionata per la grande distribuzione.

Il latte usato è quello bovino anche se, in passato, veniva utilizzato anche latte di pecora o di capra, pratica oggi limitata alle aree montuose o collinari della regione. La produzione attuale inoltre predilige il latte pastorizzato, mentre un tempo il latte veniva utilizzato crudo. 
 
Il latte utilizzato, oltre che essere addizionato di caglio, viene oggi inoculato con Geotrichum candidum per favorire la fioritura della crosta. La coagulazione avviene in circa mezz'ora, mentre la rottura della cagliata deve essere non troppo violenta e portare a granuli di dimensioni simili a quelli del mais. Il tutto viene poi suddiviso in stampi delle dimensioni volute e stufato per qualche ora ad una temperatura di circa 25°. La salatura può essere a secco o in salamoia e ad essa segue una breve stagionatura (da pochi giorni a poco più di una settimana).
Prima della commercializzazione le singole forme vengono spesso incartate con involucri che riportano, oltre alle varie informazioni sul prodotto, il marchio del produttore e elementi grafici promozionali.

## Consumo
La paglierina può essere consumata fresca oppure lievemente scottata. Tra i vini da abbinare a questo formaggio vengono proposti Langhe Favorita e Arneis.